# Bucculatrix bicolorella
Bucculatrix bicolorella är en fjärilsart som beskrevs av Pierre Chrétien 1915. Bucculatrix bicolorella ingår i släktet Bucculatrix och familjen kronmalar. Inga underarter finns listade i Catalogue of Life.